# Coteaux de Pierrevert

Überblick über die Weinbaugebiete der Provence

Coteaux de Pierrevert ist ein Weinbaugebiet im nördlichen Abschnitt der Weinbauregion Provence. Dieses Herkunftsgebiet, das seit dem 1. Juli 1998 den Status einer Appellation d’Origine Contrôlée (kurz AOC) hat, ist nach der Gemeinde Pierrevert benannt. Die Weinberge erstrecken sich nördlich des Verdon-Flusses rund um die Stadt Manosque über 11 Gemeinden des Départements Alpes-de-Haute-Provence. Die Weinlagen umfassen knapp 450 Hektar Rebfläche und zählen zu den höchstgelegenen Frankreichs. Die mittlere Erntemenge liegt bei 24.000 Hektoliter/Jahr. Im Jahr 2005 wurden auf 338 Hektar deklarierter Fläche 15.955 Hektoliter Wein produziert.
Von einzelnen Autoren wird das Weinbaugebiet Coteaux de Pierrevert wegen des Charakters seiner Weine der Weinbauregion Rhône zugerechnet, deren Herkunftsgebiet Côtes du Luberon westlich angrenzt.

## Wein und Rebsorten
Der Rotwein, der 60 % der eingebrachten Weine ausmacht, wird aus den Haupt -Rebsorten Grenache und Syrah (der Anteil der beiden erstgenannten Sorten beträgt seit 2001 mindestens 70 % wobei eine einzelne Hauptsorte zu mindestens 30 % enthalten sein muss) hergestellt. Daneben sind zu insgesamt maximal 30 % die Nebensorten Carignan, Cinsault und Mourvèdre zugelassen. Die Rotweine sind in der Regel granatrot, nicht zu schwer, fruchtig und duftig und verfügen aufgrund der Höhenlage über eine kräftige Säure.
Für den Roséwein, der 30 % der gesamten Ernte ausmacht, gilt der Rebsortenmix Grenache, Syrah, Carignan und Cinsault.
Der Weißwein (10 % der Erntemenge) enthält die Hauptsorten Grenache Blanc, Vermentino (die beiden ersten Rebsorten müssen ab 2006 einen gemeinsamen Anteil von mindestens 50 % haben), Ugni Blanc, Clairette Blanche, Roussanne, Marsanne blanche und Piquepoul Blanc. Der Weißwein muss aus mindestens zwei Rebsorten bestehen. Der Anteil einer einzigen Rebsorte darf 70 % nicht übersteigen.
Die Ertragsbeschränkung liegt generell bei 50 Hektoliter/Hektar. Die Weine müssen einen Mindestalkoholgehalt von 11 Volumenprozent aufweisen.

## Die 11 zugelassenen Gemeinden
Corbières-en-Provence, Gréoux-les-Bains, Manosque, Montfuron, Pierrevert, Quinson, Sainte-Tulle, Saint-Laurent-du-Verdon, Saint-Martin-de-Brômes, Villeneuve und Volx.